# Jaime Delgado Zegarra
Jaime Ricardo Delgado Zegarra (Arequipa, 17 de noviembre de 1956) es un abogado y político peruano. Es fundador de la Asociación Peruana de Consumidores y Usuarios (ASPEC) en 2005. Fue congresista de la república durante el periodo 2011-2016. 
En 2006 recibió el Premio Esteban Campodónico «por su constante y eficaz labor a lo largo de más de 20 años promoviendo la formación de una conciencia ciudadana, enfocada en la defensa de los derechos de los consumidores y usuarios». En 2009 recibió del Congreso de la República de Perú la Medalla de Honor del Congreso en el grado de Gran Comendador por su aporte y el de ASPEC en relación a la defensa del consumidor en Perú.

## Biografía
Cuenta con título de abogado por la Universidad San Agustín de Arequipa, con segunda especialidad en Derecho Público y Buen Gobierno por la Pontificia Universidad Católica del Perú (PUCP). Tiene una maestría en Políticas en Salud por la Universidad Nacional Mayor de San Marcos.

## Carrera política

### Congresista
Postuló al Congreso, con el número dos; Delgado Zegarra en las elecciones parlamentarias del 2011 en la lista de la alianza Gana Perú. Logró ser elegido con 119,561 votos, para el periodo parlamentario 2011-2016.